# Nagórnik (staw)
Nagórnik (inna nazwa: Francuski Zagajnik, niem.: Strohmühle, później Bergmühle, Bergmühle bei Wussow) – staw zasilany wodami Osówki położony w Dolinie Siedmiu Młynów, w północno-zachodniej części Szczecina.
Dawniej nad stawem znajdował się holenderski wiatrak, który położony był najwyżej ze wszystkich w Dolinie. Obok znajdował się zaś drugi, mniejszy młyn, tak zwany koźlak holenderski. W 1510 roku powstał tu młyn wodny. O prawo do własności Nagórnika toczył się spór sądowy pomiędzy miastem a rycerzem Fryderykiem von Ramin ze Stolca, któremu w 1566 roku, na mocy wyroków książęcego i cesarskiego, wypłacono znaczne odszkodowanie. Podczas wojen napoleońskich stacjonowała tu armia francuska, stąd też wywodzi się inna nazwa stawu - Francuski Zagajnik. Po 1850 roku młyn przeszedł w prywatne posiadanie - utworzono tak ośrodek kolonijny dla młodzieży. W czasach niemieckich znajdowała się tu gospoda z pokojami gościnnymi. Po wojnie obiekt stał przez jakiś czas nieużywany i niezagospodarowany, ulegając stopniowej dewastacji. W położonym nieopodal domku mieszkały 23 osoby. Swego czasu istniało tutaj kąpielisko.